# Jenny Kallur

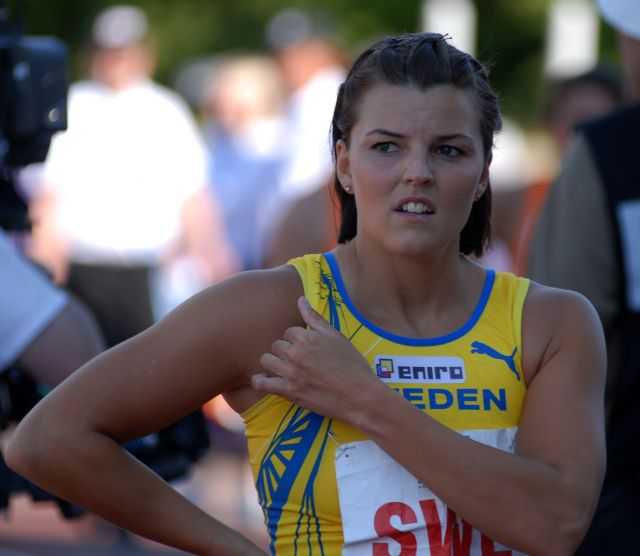
Jenny Kallur (2007)

Jenny Margareta Kallur (* 16. Februar 1981 in Huntington) ist eine ehemalige schwedische Leichtathletin.

## Leben und Karriere
Die Hürdenläuferin ist die Tochter des Eishockeyspielers Anders Kallur und die Zwillingsschwester von Susanna Kallur. 2005 gewann sie bei den Halleneuropameisterschaften in Madrid Silber auf 60 m Hürden. Bei den Leichtathletik-Weltmeisterschaften 2005 in Helsinki konnte sie sich erstmals für ein 100-m-Hürden-Finale qualifizieren und war damit auch zum ersten Mal schneller als ihre Zwillingsschwester. Im Endlauf erreichte sie Platz 6. Sie trainierte beim Falun IK.
Kallur wohnt in Falun.

## Persönliche Bestzeiten
- 100 m – 11,43 Sekunden
- 200 m – 23,26 Sekunden
- 100 m Hürden – 12,85 Sekunden